# 科苏
科苏（法語：Caussou，法語發音：[kosu]）是法国阿列日省的一个市镇，属于富瓦区。

## 地理
科苏（42°46'8"N, 1°48'20"E）面积15.83 平方千米，位于法国奧克西塔尼大區阿列日省，该省份为法国西南部内陆省份，西部和北部与上加龙省接壤，东临奥德省，东南至东比利牛斯省接壤，南与安道尔和西班牙接壤。
与科苏接壤的市镇（或旧市镇、城区）包括：贝斯蒂亚克、伊尼欧、普拉德、蒂尼亚克、韦希。

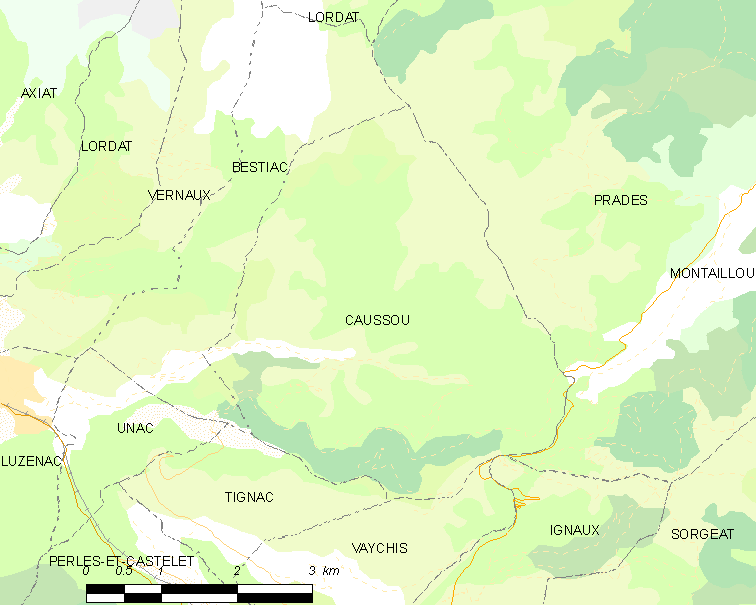
科苏的OSM定位图

科苏的时区为UTC+01:00、UTC+02:00（夏令时）。

## 行政
科苏的邮政编码为09250，INSEE市镇编码为09087。

## 政治
科苏所属的省级选区为上阿列日县。

## 人口

1962-2008年间科苏人口变化图示

科苏于2022年1月1日时的人口数量为47人。